# Friedrich Hebbel
Friedrich Hebbel (Wesselburen, 18. ožujka 1813. – Beč, 13. prosinca 1863.), njemački dramatičar.
U književnom radu počeo je temama o slobodi i sudbini, a potom, prolazeći kroz različite duhovne krize, zahvaća u psihološke probleme, osobito u odnos pojedinca prema društvu. Osnivač je moderne njemačke drame, na putu iz idealizma u realizam, iz determinizma u psihologizam. Pjesme su mu više didaktične nego lirske. Značajan je i kao teoretičar tragičnog u smislu pantraginčnog nazora, s osloncem na Hegelovoj dijalektici. 

## Djela
- "Judith",
- "Genoveva",
- "Maria Magdalena",
- "Tragedija u Siciliji",
- "Gyges i njegov prsten",
- Nibelungen trilogije.